# Weltmeister E5
La Weltmeister E5 è un'autovettura elettrica prodotta dalla casa automobilistica cinese Weltmeister a partire dal 2021.

## Descrizione
L'E5 è il primo veicolo della gamma E che sta per "economica" della Weltmeister, costituita da una famiglia di vetture entry level.
Il telaio della E5 si basa su una piattaforma semplificata rispetto alle altre Weltmeister, dotata di montanti MacPherson all'anteriore e sospensioni posteriori a barra di torsione, con ruote da 17 pollici.
La vettura è spinta da un motore elettrico da 122 kW (165 CV) e 240 Nm (24 kg⋅m) di coppia, che azione le ruote anteriori. La batteria agli ioni di litio ha una capacità di 58,6 kWh (211 MJ) e le permette di avere un'autonomia stimata i circa 505 chilometri secondo il ciclo NEDC. La velocità massima è di 170 chilometri all'ora, mentre il tempo di accelerazione nello 0 a 100 km/h è di 8,9 secondi.